# Algeriet i olympiska sommarspelen 2016
Algeriet deltog med 64 deltagare vid de olympiska sommarspelen 2016 i Rio de Janeiro. Totalt vann de två silvermedaljer.

## Medaljer
| Medalj | Namn              | Sport     | Gren                  |
| ------ | ----------------- | --------- | --------------------- |
| Silver | Taoufik Makhloufi | Friidrott | Herrarnas 1 500 meter |
| Silver | Taoufik Makhloufi | Friidrott | Herrarnas 800 meter   |

## Boxning
| Boxare               | Gren            | Omgång 1                 | Omgång 2                 | Kvartsfinal            | Semifinal            | Final                | Final            |
| Boxare               | Gren            | Motståndare Resultat     | Motståndare Resultat     | Motståndare Resultat   | Motståndare Resultat | Motståndare Resultat | Placering        |
| -------------------- | --------------- | ------------------------ | ------------------------ | ---------------------- | -------------------- | -------------------- | ---------------- |
| Mohamed Flissi       | Flugvikt        | Bye                      | Asenov (BUL) W 3–0       | Finol (VEN) L 0–3      | Gick inte vidare     | Gick inte vidare     | Gick inte vidare |
| Fahem Hammachi       | Bantamvikt      | de Jesus (BRA) L 1–2     | Gick inte vidare         | Gick inte vidare       | Gick inte vidare     | Gick inte vidare     | Gick inte vidare |
| Reda Benbaziz        | Lättvikt        | Abdelaal (EGY) W 3–0     | Abdurasjidov (RUS) W 3–0 | Otgondalai (MGL) L 0–3 | Gick inte vidare     | Gick inte vidare     | Gick inte vidare |
| Abdelkader Chadi     | Lätt weltervikt | Teixeira (BRA) L 1–2     | Gick inte vidare         | Gick inte vidare       | Gick inte vidare     | Gick inte vidare     | Gick inte vidare |
| Zohir Kedache        | Weltervikt      | Donnelly (IRL) L 0–3     | Gick inte vidare         | Gick inte vidare       | Gick inte vidare     | Gick inte vidare     | Gick inte vidare |
| Ilyas Abbadi         | Mellanvikt      | Ngamissengue (CGO) W 3–0 | Alimchanulj (KAZ) L 0–3  | Gick inte vidare       | Gick inte vidare     | Gick inte vidare     | Gick inte vidare |
| Abdelhafid Benchabla | Lätt tungvikt   | Bye                      | Ramirez (VEN) W 2–0      | Buatsi (GBR) L 0–3     | Gick inte vidare     | Gick inte vidare     | Gick inte vidare |
| Chouaib Bouloudinat  | Tungvikt        | Bye                      | St-Pierre (MRI) L 1–2    | Gick inte vidare       | Gick inte vidare     | Gick inte vidare     | Gick inte vidare |

## Brottning
Herrar, grekisk-romersk stil
| Brottare         | Gren             | Kvalomgång           | Omgång 1                 | Kvartsfinal             | Semifinal            | Återkval 1           | Återkval 2           | Final / BM           | Final / BM |
| Brottare         | Gren             | Motståndare Resultat | Motståndare Resultat     | Motståndare Resultat    | Motståndare Resultat | Motståndare Resultat | Motståndare Resultat | Motståndare Resultat | Placering  |
| ---------------- | ---------------- | -------------------- | ------------------------ | ----------------------- | -------------------- | -------------------- | -------------------- | -------------------- | ---------- |
| Tarek Benaissa   | Lättvikt -66kg   | Bye                  | Tsarev (KGZ) W 3–0 PO    | Tjunajev (AZE) L 1–4 SP | Gick inte vidare     | Gick inte vidare     | Gick inte vidare     | Gick inte vidare     | 8          |
| Adem Boudjemline | Mellanvikt -85kg | Bye                  | Bayryakov (BUL) L 0–3 PO | Gick inte vidare        | Gick inte vidare     | Gick inte vidare     | Gick inte vidare     | Gick inte vidare     | 17         |
| Hamza Haloui     | Tungvikt -98kg   | Guri (BUL) L 0–4 ST  | Gick inte vidare         | Gick inte vidare        | Gick inte vidare     | Gick inte vidare     | Gick inte vidare     | Gick inte vidare     | 17         |

## Cykling

### Landsväg
| Idrottare             | Gren                | Tid             | Placering       |
| --------------------- | ------------------- | --------------- | --------------- |
| Youcef Reguigui       | Herrarnas linjelopp | Fullföljde inte | Fullföljde inte |
| Abderrahmane Mansouri | Herrarnas linjelopp | Fullföljde inte | Fullföljde inte |

## Friidrott
Förkortningar
- Notera– Placeringar avser endast det specifika heatet.
- Q = Tog sig vidare till nästa omgång
- q = Tog sig vidare till nästa omgång som den snabbaste förloraren eller, i fältgrenarna, genom placering utan att nå kvalgränsen
- NR = Nationellt rekord
- N/A = Omgången fanns inte i grenen
- Bye = Idrottaren behövde inte tävla i omgången

Herrar
Bana och väg
| Idrottare           | Gren                         | Heat     | Heat      | Semifinal        | Semifinal        | Final            | Final            |
| Idrottare           | Gren                         | Resultat | Placering | Resultat         | Placering        | Resultat         | Placering        |
| ------------------- | ---------------------------- | -------- | --------- | ---------------- | ---------------- | ---------------- | ---------------- |
| Amine Belferar      | Herrarnas 800 meter          | 1:48,40  | 3 Q       | 1:46,55          | 7                | Gick inte vidare | Gick inte vidare |
| Yassine Hathat      | Herrarnas 800 meter          | 1:46,81  | 3 Q       | 1:44,81          | 3                | Gick inte vidare | Gick inte vidare |
| Taoufik Makhloufi   | Herrarnas 800 meter          | 1:49,17  | 1 Q       | 1:43,85          | 1 Q              | 1:42,61 NR       | 2                |
| Salim Keddar        | Herrarnas 1 500 meter        | 3:40,63  | 11        | Gick inte vidare | Gick inte vidare | Gick inte vidare | Gick inte vidare |
| Taoufik Makhloufi   | Herrarnas 1 500 meter        | 3:46,82  | 1 Q       | 3:39,88          | 2 Q              | 3:50,11          | 2                |
| Abdelmalik Lahoulou | Herrarnas 400 meter häck     | 48,62 NR | 1 Q       | 49,08            | 4                | Gick inte vidare | Gick inte vidare |
| Miloud Rahmani      | Herrarnas 400 meter häck     | 49,73    | 5         | Gick inte vidare | Gick inte vidare | Gick inte vidare | Gick inte vidare |
| Hicham Bouchicha    | Herrarnas 3 000 meter hinder | 8:33,61  | 8         | i.u.             | i.u.             | Gick inte vidare | Gick inte vidare |
| Ali Messaoudi       | Herrarnas 3 000 meter hinder | DSQ      | DSQ       | i.u.             | i.u.             | Gick inte vidare | Gick inte vidare |
| Bilal Tabti         | Herrarnas 3 000 meter hinder | 8:38,87  | 11        | i.u.             | i.u.             | Gick inte vidare | Gick inte vidare |
| El-Hadi Laameche    | Herrarnas maraton            | i.u.     | i.u.      | i.u.             | i.u.             | DNF              | DNF              |
| Hakim Sadi          | Herrarnas maraton            | i.u.     | i.u.      | i.u.             | i.u.             | 2:26:47          | 104              |

Kombinerade grenar – Herrarnas tiokampm
| Friidrottare   | Gren     | 100 m    | LH      | KS       | HH      | 400 m | 110H     | DK       | SH   | SK    | 1500 m  | Final   | Placering |
| -------------- | -------- | -------- | ------- | -------- | ------- | ----- | -------- | -------- | ---- | ----- | ------- | ------- | --------- |
| Larbi Bourrada | Resultat | 10,75 SB | 7,52 SB | 13,78 SB | 2,10 PB | 47,98 | 14,15 PB | 42,39 PB | 4,60 | 66,49 | 4:14,60 | 8521 AF | 5         |
| Larbi Bourrada | Poäng    | 917      | 940     | 715      | 896     | 910   | 955      | 713      | 790  | 836   | 849     | 8521 AF | 5         |

Damer
Bana och väg
| Idrottare       | Gren                        | Heat     | Heat      | Final            | Final            |
| Idrottare       | Gren                        | Resultat | Placering | Resultat         | Placering        |
| --------------- | --------------------------- | -------- | --------- | ---------------- | ---------------- |
| Amina Bettiche  | Damernas 3 000 meter hinder | 10:26,91 | 18        | Gick inte vidare | Gick inte vidare |
| Kenza Dahmani   | Damernas maraton            | i.u.     | i.u.      | 2:38,37          | 50               |
| Souad Aït Salem | Damernas maraton            | i.u.     | i.u.      | DNF              | DNF              |

## Fäktning
| Idrottare        | Gren              | Omgång 2          | Omgång 2            | Kvartsfinal       | Semifinal         | Final / BM        | Final / BM       |                  |
| Idrottare        | Gren              | Motståndare Poäng | Motståndare Poäng   | Motståndare Poäng | Motståndare Poäng | Motståndare Poäng | Placering        |                  |
| ---------------- | ----------------- | ----------------- | ------------------- | ----------------- | ----------------- | ----------------- | ---------------- | ---------------- |
| Victor Sintès    | Herrarnas florett | Bye               | Kruse (GBR) L 4–15  | Gick inte vidare  | Gick inte vidare  | Gick inte vidare  | Gick inte vidare | Gick inte vidare |
| Anissa Khelfaoui | Damernas florett  | Bye               | Harvey (CAN) L 6–15 | Gick inte vidare  | Gick inte vidare  | Gick inte vidare  | Gick inte vidare | Gick inte vidare |

## Gymnastik

### Artistisk
Herrar
| Gymnast           | Gren                 | Kval    | Kval    | Kval    | Kval    | Kval    | Kval    | Kval   | Kval      | Final            | Final            | Final            | Final            | Final            | Final            | Final            | Final            |
| Gymnast           | Gren                 | Redskap | Redskap | Redskap | Redskap | Redskap | Redskap | Totalt | Placering | Redskap          | Redskap          | Redskap          | Redskap          | Redskap          | Redskap          | Totalt           | Placerint        |
| Gymnast           | Gren                 | F       | PH      | R       | V       | PB      | HB      | Totalt | Placering | F                | PH               | R                | V                | PB               | HB               | Totalt           | Placerint        |
| ----------------- | -------------------- | ------- | ------- | ------- | ------- | ------- | ------- | ------ | --------- | ---------------- | ---------------- | ---------------- | ---------------- | ---------------- | ---------------- | ---------------- | ---------------- |
| Mohamed Bourguieg | Individuell mångkamp | 12,533  | 12,900  | 13,033  | 13,700  | 13,500  | 12,833  | 78,499 | 48        | Gick inte vidare | Gick inte vidare | Gick inte vidare | Gick inte vidare | Gick inte vidare | Gick inte vidare | Gick inte vidare | Gick inte vidare |

Damer
| Gymnast         | Gren                 | Kval    | Kval    | Kval    | Kval    | Kval   | Kval      | Final            | Final            | Final            | Final            | Final            | Final            |
| Gymnast         | Gren                 | Redskap | Redskap | Redskap | Redskap | Totalt | Placering | Redskap          | Redskap          | Redskap          | Redskap          | Totalt           | Placering        |
| Gymnast         | Gren                 | V       | UB      | BB      | F       | Totalt | Placering | V                | UB               | BB               | F                | Totalt           | Placering        |
| --------------- | -------------------- | ------- | ------- | ------- | ------- | ------ | --------- | ---------------- | ---------------- | ---------------- | ---------------- | ---------------- | ---------------- |
| Farah Boufadene | Individuell mångkamp | 13,916  | 12,200  | 10,600  | 11,100  | 46,433 | 53        | Gick inte vidare | Gick inte vidare | Gick inte vidare | Gick inte vidare | Gick inte vidare | Gick inte vidare |

## Judo
| Idrottare            | Gren                           | Omgång 1                 | Omgång 2                  | Omgång 3                  | Kvartsfinaler        | Semifinaler          | Återkval             | Final / BM           | Final / BM       |
| Idrottare            | Gren                           | Motståndare Resultat     | Motståndare Resultat      | Motståndare Resultat      | Motståndare Resultat | Motståndare Resultat | Motståndare Resultat | Motståndare Resultat | Placering        |
| -------------------- | ------------------------------ | ------------------------ | ------------------------- | ------------------------- | -------------------- | -------------------- | -------------------- | -------------------- | ---------------- |
| Houd Zourdani        | Herrarnas halv lättvikt −66kg  | Bye                      | Kopinsky (SUR) W 100–000  | Davaadorj (MGL) L 000–101 | Gick inte vidare     | Gick inte vidare     | Gick inte vidare     | Gick inte vidare     | Gick inte vidare |
| Abderahmane Benamadi | Herrarnas mellanvikt −90kg     | Juraev (UZB) L 000–000 S | Gick inte vidare          | Gick inte vidare          | Gick inte vidare     | Gick inte vidare     | Gick inte vidare     | Gick inte vidare     | Gick inte vidare |
| Lyès Bouyacoub       | Herrarnas halv tungvikt −100kg | Bye                      | Remarenco (UAE) W 010–000 | Gasimov (AZE) L 010–010 S | Gick inte vidare     | Gick inte vidare     | Gick inte vidare     | Gick inte vidare     | Gick inte vidare |
| Mohamed-Amine Tayeb  | Herrarnas tungvikt +100kg      | i.u.                     | Temuulen (MGL) W 010–000  | Riner (FRA) L 000–100     | Gick inte vidare     | Gick inte vidare     | Gick inte vidare     | Gick inte vidare     | Gick inte vidare |
| Sonia Asselah        | Damernas tungvikt +78kg        | i.u.                     | Bye                       | Yu S (CHN) L 000–100      | Gick inte vidare     | Gick inte vidare     | Gick inte vidare     | Gick inte vidare     | Gick inte vidare |

## Rodd
| Roddare         | Gren                    | Heat    | Heat      | Återkval | Återkval  | Kvartsfinal | Kvartsfinal | Semifinal | Semifinal | Final   | Final     |
| Roddare         | Gren                    | Tid     | Placering | Tid      | Placering | Tid         | Placering   | Tid       | Placering | Tid     | Placering |
| --------------- | ----------------------- | ------- | --------- | -------- | --------- | ----------- | ----------- | --------- | --------- | ------- | --------- |
| Sid Ali Boudina | Herrarnas singelsculler | 7:45,90 | 4 R       | 7:20,84  | 1 QF      | 7:13,59     | 5 SC/D      | 7:37,19   | 5 FD      | 7:06,64 | 23        |
| Amina Rouba     | Damernas singelsculler  | 8:55,09 | 4 R       | 8:04,21  | 1 QF      | 8:21,00     | 6 SC/D      | 8:22,34   | 5 FD      | 7:46,55 | 21        |

## Segling
Herrar
| Seglare      | Gren           | Lopp | Lopp | Lopp | Lopp | Lopp | Lopp | Lopp | Lopp | Lopp | Lopp | Lopp | Lopp | Lopp | Nettopoäng | Finalplacering |
| Seglare      | Gren           | 1    | 2    | 3    | 4    | 5    | 6    | 7    | 8    | 9    | 10   | 11   | 12   | M*   | Nettopoäng | Finalplacering |
| ------------ | -------------- | ---- | ---- | ---- | ---- | ---- | ---- | ---- | ---- | ---- | ---- | ---- | ---- | ---- | ---------- | -------------- |
| Hamza Bouras | Herrarnas RS:X | 35   | 36   | 34   | 35   | DNF  | 26   | 31   | DNF  | 36   | DNF  | 36   | 24   | EL   | 367        | 36             |

Damer
| Seglare               | Gren          | Lopp | Lopp | Lopp | Lopp | Lopp | Lopp | Lopp | Lopp | Lopp | Lopp | Lopp | Lopp | Lopp | Nettopoäng | Finalplacering |
| Seglare               | Gren          | 1    | 2    | 3    | 4    | 5    | 6    | 7    | 8    | 9    | 10   | 11   | 12   | M*   | Nettopoäng | Finalplacering |
| --------------------- | ------------- | ---- | ---- | ---- | ---- | ---- | ---- | ---- | ---- | ---- | ---- | ---- | ---- | ---- | ---------- | -------------- |
| Katia Belabas         | Damernas RS:X | DNF  | DNF  | DNF  | DNF  | DNF  | 25   | 27   | 27   | 27   | 27   | 27   | 27   | EL   | 290        | 26             |
| Imène Cherif-Sahraoui | Laser radial  | 33   | 35   | 36   | 34   | DNF  | DNF  | 35   | 38   | DNS  | DNC  | i.u. | i.u. | EL   | 362        | 37             |

## Simning
| Idrottare        | Gren         | Heat  | Heat      | Semifinal        | Semifinal        | Final            | Final            |
| Idrottare        | Gren         | Tid   | Placering | Tid              | Placering        | Tid              | Placering        |
| ---------------- | ------------ | ----- | --------- | ---------------- | ---------------- | ---------------- | ---------------- |
| Oussama Sahnoune | 50 m frisim  | 22,27 | 25        | Gick inte vidare | Gick inte vidare | Gick inte vidare | Gick inte vidare |
| Oussama Sahnoune | 100 m frisim | 49,20 | 31        | Gick inte vidare | Gick inte vidare | Gick inte vidare | Gick inte vidare |